# 卢齐亚尼什-加里
卢齐亚尼什-加里是葡萄牙贝雅区的一个堂区。总面积96.98平方公里，总人口480人，人口密度4.9人/平方公里。